# Москалевка (Белогорский район)
Москалевка (укр. Москалівка) — село в Белогорском районе Хмельницкой области Украины (ныне Ямпольская община Шепетовского района)..
Население по переписи 2001 года составляло 532 человека. Почтовый индекс — 30240. Телефонный код — 3841. Занимает площадь 0,21 км². Код КОАТУУ — 6820386201.

## Местный совет
30241, Хмельницкая обл., Белогорский р-н, с. Миклаши, ул. Центральная, 5